# Овчарец
Овчарец е връх с надморска височина 2768 m, издигащ се в Маришкия дял на Източна Рила. Намира се на Мусаленското било, южно от връх Маришки чал, а до него, на късо билно разклонение на изток, е връх Песоклива Вапа. Южният склон на Овчарец е удължен и стига чак до седловината Джанка (Долни куки).
По билото на Овчарец се забелязват добре изразени скални гърбици. Темето на върха и западният му склон са покрити с каменни отломки и изветрели скали. Западната стена почти отвесно се спуска към долината на Бели Искър. Източният склон е тревист и стръмен. Изграден е от гранит. 
До 1942 г. името му е Юрушки чал, свързвано е с номадите пастири, юруци, обитавали високопланинските пасища по време на османското иго.